# Nicolas Jenson
Nicolas Jenson (1420 i Sommevoire i Champagne-Ardenne i Frankrig - 1480 i Venedig) var en fransk bogtrykker, som fra 1470 arbejdede i Venedig. 
Jenson var udlært gravør og virkede som stempelskærer og møntmester i Tours, da den Karl 7. 1458 sendte ham til Mainz for hente viden til Frankrig om den nye bogtrykkerkunst. Da kongen døde kort efter i 1461, og den nye konge Ludvig 11. ikke delte farens interesser, rejste Jenson videre til Venedig, hvor han nedsatte sig som bogtrykker.
Inden han døde i 1480, nåede han at udsende ca. 150
bøger, hvis forfattere nogenlunde ligeligt fordelte sig imellem
kirkefædrene og klassikerne. Sixtus IV var så tilfreds med kvaliteten af hans arbejde, at han tildelte ham en grevetitel.
Hans antikvaskrift fra omkring 1470 blev forbillede for mange senere varianter i England fx William Morris' "Golden Type" fra 1890'erne og i Danmark "Abrams Venetian" (1987).
- Jensons bogtrykkermærke